# شيروود واشبورن
شيروود واشبورن (بالإنجليزية: Sherwood Washburn)‏ هو مؤرخ عصور ما قبل التاريخ وعالم إنسان أمريكي، ولد في 26 نوفمبر 1911 في كامبريدج في الولايات المتحدة، وتوفي في 16 أبريل 2000 في كاليفورنيا في الولايات المتحدة.